# Lutherdenkmal (Lutherstadt Wittenberg)

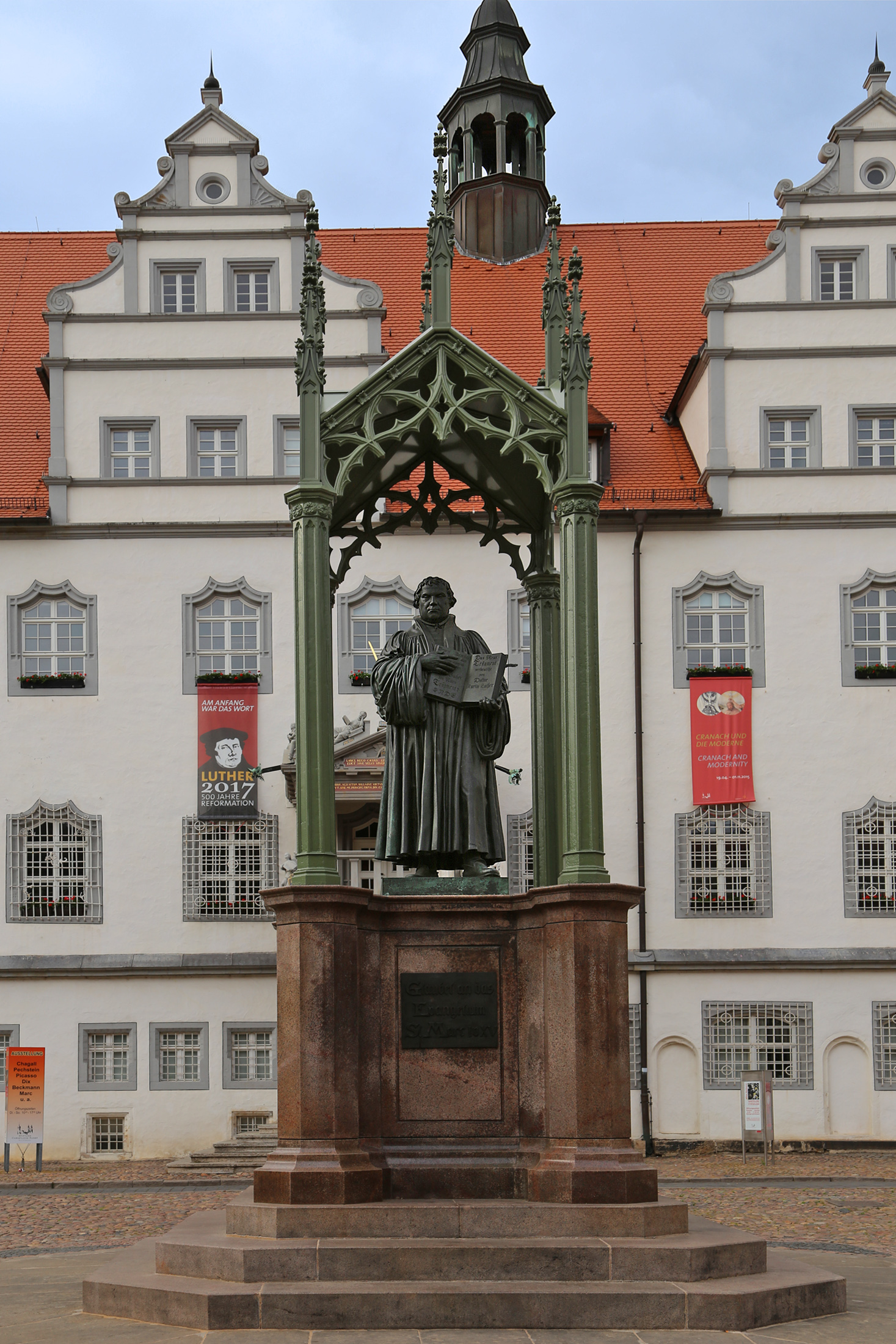
Lutherdenkmal in Wittenberg (2015)

Das Lutherdenkmal in Lutherstadt Wittenberg ist ein seit 1821 auf dem Marktplatz der Stadt stehendes Denkmal, das an den Reformator Martin Luther erinnern soll. Es handelt sich um das erste Denkmal dieser Art in Deutschland, in der ein nichtadliger Mensch mit einem freistehenden Standbild öffentlich geehrt wurde. Die Bronzefigur stammt von Johann Gottfried Schadow, der gusseiserne Baldachin von Karl Friedrich Schinkel.

## Geschichtlicher Zusammenhang
In der Zeit um 1806, als die Franzosen die damals sächsische Festung Wittenberg besetzten, begann die Planung eines Denkmals für Martin Luther. Eine Vaterländisch-literarische Gesellschaft in Mansfeld, der Stadt, in der Luther einen großen Teil seiner Kindheit verbrachte, schrieb einen Wettbewerb aus, der aber ergebnislos blieb. Nach dem Wiener Kongress kam Wittenberg nach der Eroberung 1814 zu Preußen. 1816, zum 300-jährigen Jubiläum von Luthers Thesenanschlag an der Schlosskirchentür, zog der preußische König Friedrich Wilhelm III. die Planung für ein Lutherdenkmal an sich, obwohl die Hohenzollern calvinistisch waren. Eine Religionsreform zu einer unierten evangelischen Kirche in Preußen mit dem König als Oberhaupt stand jedoch 1817 unmittelbar bevor. Ein Komitee, bestehend aus Johann Gottfried Schadow, Karl Friedrich Schinkel und Martin Friedrich Rabe wurde eingesetzt und hatte den Auftrag, das Denkmal zu projektieren, kam aber zu keinem gemeinsamen Ergebnis. Zum ersten Mal stellte sich bei einem Denkmalprojekt die Frage, wie ein Nichtadliger öffentlich dargestellt werden soll. Standbilder waren bis dahin nur Fürsten und Feldherren vorbehalten.

## Bauausführung
Der König entschied daher, im Gegensatz zu der bisherigen Auffassung, dass Schadows Entwurf einer frei stehenden Bronzefigur ausgeführt werden sollte. Die Statue stellt Luther barhäuptig im Talar dar, mit der aufgeschlagenen Bibel in den Händen. Gezeigt werden die Seiten, auf denen das Alte Testament endet und das Neue beginnt. Zu lesen ist: Das Neue Testament verdeutscht von Doktor Martin Luther. Am 31. Oktober 1817, dem Reformationstag, wurde der Grundstein gelegt. Bei der Veranstaltung soll der Kronprinz, der spätere König Friedrich Wilhelm IV. den Vorschlag gemacht haben, dass Schinkel einen Baldachin für die Lutherfigur entwerfen solle. Schinkel lieferte seinen Entwurf Anfang 1818, und im gleichen Jahr wurden die Teile in der Königlichen Preußischen Eisengießerei in Berlin gegossen. 1821 war das Denkmal fertiggestellt und konnte am Reformationstag enthüllt werden. Schadows Figur ruht auf einem steinernen kubischen Sockel, an dessen Ecken sich achteckige Pfeiler befinden, die den Baldachin tragen. Auf diesem kreuzförmigen Grundriss, der entsprechend achteckige Pfeiler aufweist, sitzt das ebenfalls kreuzförmige Dach des Helms. Die vier Pfeiler und die Firste des Helms sind mit acht Tabernakeln versehen, an denen doppelte Kreuzblumen angebracht sind. In die Giebelfelder ist gotisch anmutendes eisernes Maßwerk mit Dreipässen eingefügt. Das Denkmal überstand die Zeiten unversehrt, Restaurierungen wurden 1967, 1998 und 2009–2013 durchgeführt.

## Künstlerische Deutung
Die Neuerung, dass bürgerlicher Menschen durchaus mittels Standbildern gedacht werden können, ist durch Schinkels Baldachin relativiert worden. Luther steht eben nicht frei, sondern befindet sich in einem Raum. Das freie Standbild blieb also weiterhin den Adligen vorbehalten. In der Öffentlichkeit wird das Lutherdenkmal in Wittenberg als Werk des Bildhauers Johann Gottfried Schadow aufgefasst, Schinkels Beitrag ist also nur Beiwerk.
Sockelinschriften
- Nordseite:OSüWestVon dem mannsfeldischen Verein für/Luthers Denkmal durch gesammelte/Beiträge gegründet und durch König/Friedrich Wilhelm III errichtet
- Ostseite:NorSüdWeIst's Gottes Werk, so wird's bestehn, Ist's Menschenwerk, wird's untergehn
- Südseite:NorOstWeGlaubet an das Evangelium
- Westseite:NorOSüdEine feste Burg ist unser Gott